# I・CAN・BE
「I・CAN・BE」 （アイ・キャン・ビー）は米米CLUBのデビューシングル。1985年10月21日にシングル・レコードで発売。1989年3月21日8cmCDで再発された（ランキングは1989年再発時）。発売元はCBS/SONY。

## 概要
1985年10月21日発売デビュー・アルバム『シャリ・シャリズム』と同時発売のデビューシングル。恋人との別れを歌った切ない楽曲だが、曲最後部の「I・CAN・BE」と歌い上げるフレーズが最後「あかんべえ」に変わり、所謂「ソーリー曲」らしさも有するユニークな楽曲。アルバムとシングルでは間奏ギターソロの長さ等、微妙に異なる部分がある。各種ベスト・アルバムは大凡シングル・バージョンが収録。
「I・CAN・BE」は、マツダ『オートザムAZ-3』のCMソングに起用された（「Sony By K2C」のテロップ表記あり）。
このレコード・ジャケットでメンバーの着用衣装はカールスモーキー石井の叔父から借りたもので裏地には「石井」等の刺繍が入っている。

## 収録曲
全作詞作曲：米米CLUB　編曲：中村哲
1. I・CAN・BE
2. Party Joke

## 再発シングル
CBS・ソニーグループ発足20周年を記念して「Platinum Single Series」の一環として1989年3月21日にそれまでシングル・レコードだけで発売されていた表題曲4曲を両A面で2枚のCDシングルに収録したもの。「Paradise/sūre danse」と同時発売された。

### 収録曲
1. I・CAN・BE
2. Shake Hip!

## 収録アルバム
- I・CAN・BE
シャリ・シャリズム (#2、アルバムバージョン)
K2C (#1、リメイクバージョン)
DECADE (#4、『シャリ・シャリズム』収録版のリミックスバージョン)
HARVEST SINGLES 1985-1992 (#1)
STAR BOX (#1、『K2C』収録版)
米 〜Best of Best〜 (Disc 1 #6)
- Party Joke
SINGLES (#7)